# GeoServer
在计算领域，GeoServer是一个用Java编写的开源服务器，它允许用户共享、处理和编辑地理空间数据。为了互操作性而设计，它使用开源标准发布来自任何主要空间数据源的数据。GeoServer已经发展成为一种将现有信息与Google地球、NASA World Wind等虚拟地球仪以及OpenLayers、Leaflet、Google地图和必应地图等基于网络的地图连接起来的简单方法。GeoServer的功能是开放地理空间协会Web要素服务（WFS）标准的参考实现，同时也实现了Web地图服务（WMS）、Web覆盖服务（WCS）和Web地理信息处理服务（WPS）规范。

## 目标
GeoServer的目标是作为自由和开放的空间数据基础设施中的一分子。正如Apache HTTP Server提供了一个免费开放的网络服务器来发布HTML一样，GeoServer也打算对地理空间数据做同样的事情。

## 特性
GeoServer可以读取各种数据格式， 包括：
- PostGIS
- Oracle Spatial
- ArcSDE
- DB2
- MySQL
- MongoDB
- Apache Solr
- Shapefile
- GeoTIFF
- GTOPO30
- ECW, MrSID
- JPEG2000

通过标准协议，它可以生成KML、GML，Shapefile，GeoRSS，PDF，GeoJSON，JPEG，GIF，SVG，PNG等。 另外，可以通过WFS事务配置文件（WFS-T）编辑数据。  GeoServer内置了一个OpenLayers客户端用来预览数据图层。
另外，GeoServer还支持使用KML通过网络链接，轻松将地理空间数据发布到Google地球。Google地球输出的高级功能包括用于定制弹出窗口的模板，时间和高度的可视化效果，以及“超级叠加层”。
GeoServer依赖于GIS库GeoTools。

## 用途
- MassGIS（马萨诸塞州GIS）
- MACRIS Maps（马萨诸塞州历史委员会）
- TriMet  (Transit agency for Portland, Oregon)
- 英國地形測量局
- 法国国家测绘局
- GBIF（全球生物多样性信息机构）
- 世界银行
- 全球地震模型（英语：Global Earthquake Model）
- GMOS（全球水星观测系统）
- FAO（联合国粮食及农业组织）
- 纽约市信息技术和电信部（英语：New York City Department of Information Technology and Telecommunications）
- TeamSurv
- ITU（国际电信联盟）

## 架构
GeoServer使用Spring框架，为实现OGC服务的模块提供了请求分发架构。Web管理应用程序使用wicket，允许扩展程序提供其他配置屏幕。该应用程序提供了一个使用spring-mvc-framework实现的REST API。
GeoServer是一个Web应用程序，支持任何常见的Servlet容器（Jetty作为嵌入式服务器可提供独立发行版）。GeoWebCache是与TileCache相似的基于Java的缓存组件，与GeoServer捆绑在一起，但可以单独使用。 同样，GeoServer将GeoTools打包为Java库，但也可以单独使用。
GeoServer是一个长期存在的应用程序，并且经历了几项体系结构更改。 GeoServer 1.0是围绕STRUTS框架构建的，在GeoServer 2.0迁移到Spring和Wicket。REST API的早期版本在迁移到spring-mvc-framework之前使用restlet。